# أوسكار فيرلونج
أوسكار فيرلونج (بالإسبانية: Oscar Furlong) مواليد 1927 ، كان لاعب كرة سلة أرجنتيني.

## الميداليات
| الميدالية | المسابقة                         |
| --------- | -------------------------------- |
| ذهبية     | بطولة كأس العالم لكرة السلة 1950 |

## روابط خارجية
- أوسكار فيرلونج على موقع الاتحاد الدولي لكرة السلة (الإنجليزية)
- أوسكار فيرلونج على موقع سبورتس رفرنس (الإنجليزية)
- أوسكار فيرلونج على موقع رابطة محترفي التنس (الإنجليزية)
- أوسكار فيرلونج على موقع أوليمبيديا (الإنجليزية)